# مهرعلی نقاش

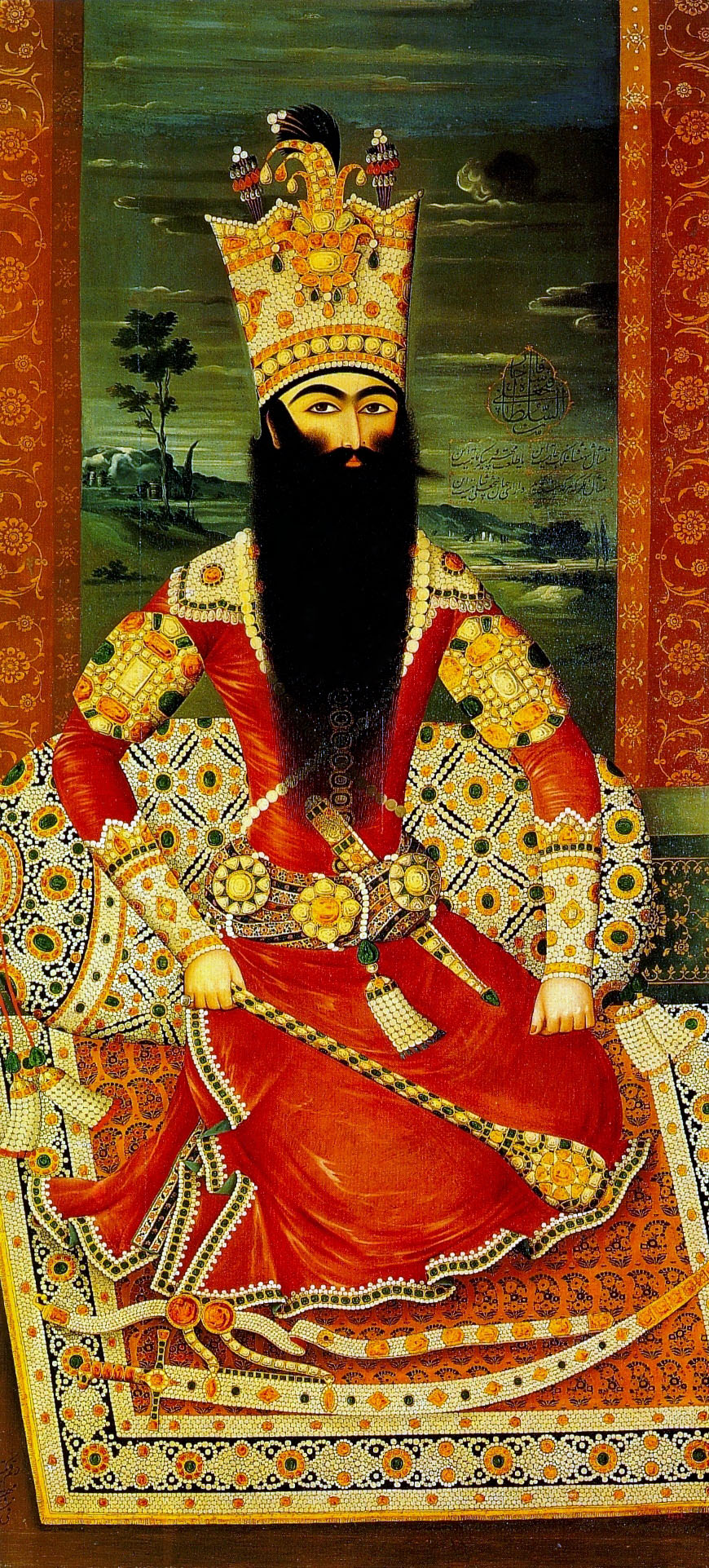
نقاشی فتحعلی شاه قاجار اثر مهرعلی نقاش

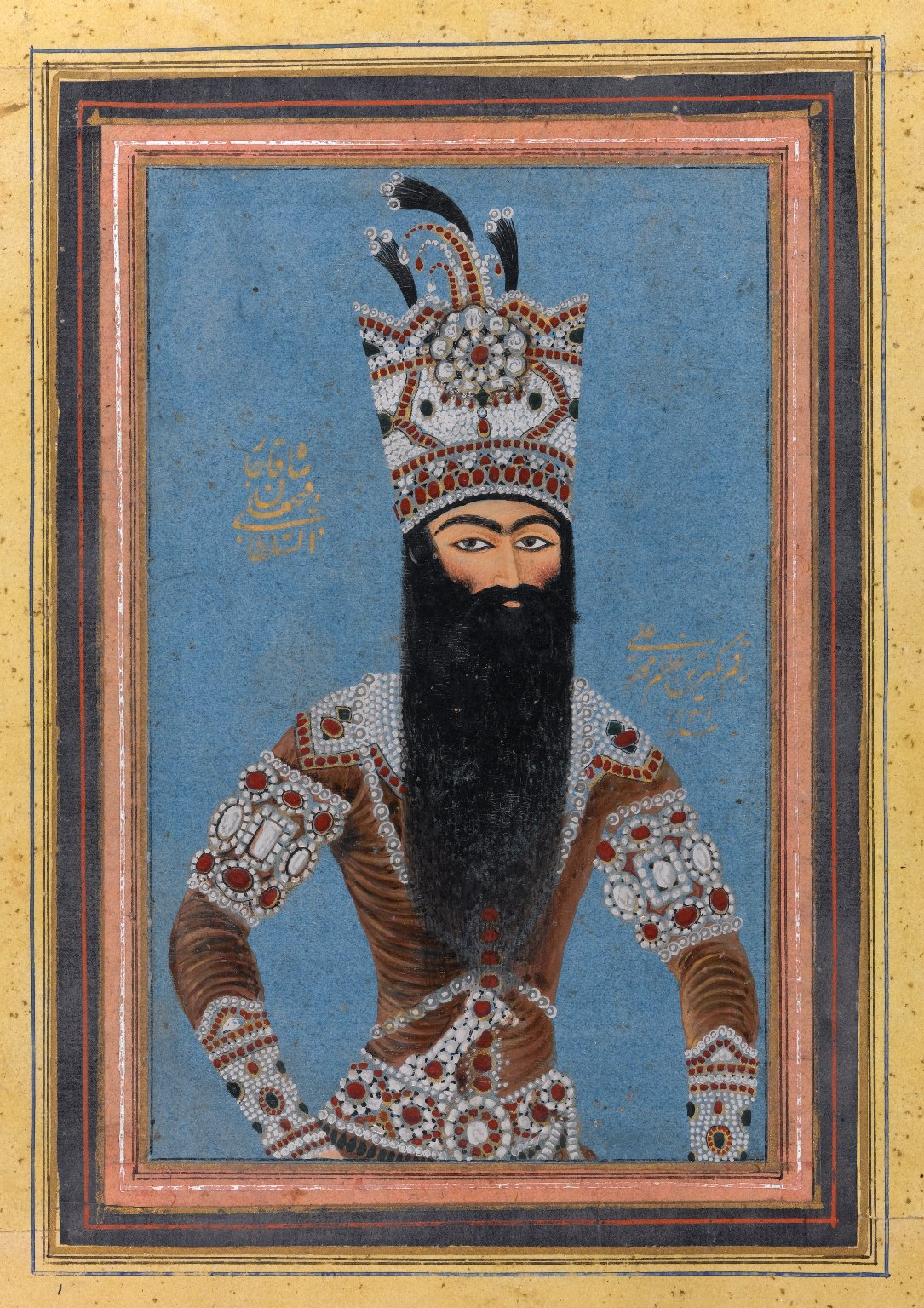
پرترۀ فتحعلی شاه اثر مهرعلی نقاش در موزۀ بروکلین، جوهر، طلا، آب‌رنگ مات و تیره بر روی کاغذ

مهرعلی اصفهانی برجسته‌ترین نقاش دربار فتحعلی‌شاه قاجار به شمار می‌آید. فعالیت هنری او در سال‌های ۱۲۴۵- ۱۲۱۰ ه‍. ق بود.

## دوران فعالیت هنری
پرده‌های نقاشی به‌جای مانده از این نقاش حاکی از آنند که او بیش از دیگر نقاشان این دوره در نمایش شوکت شاهانه توفیق یافته‌است. او دست کم ده پردهٔ پیکر نگاری از فتحعلی شاه فراهم کرده که به‌ویژه در یک شمایل تمام قد، فتحعلی شاه را با تاج کیانی و عصای مرقّع و در نهایت ذوق و مهارت نشان می‌دهد. یکی از قدیم‌ترین آن‌ها به تاریخ ۱۲۱۲ ه‍.ق است که در کلکته در تالار یادبود ویکتوریا نگهداری می‌شود و فتحعلی شاه را نشسته بر قالی نشان می‌دهد. به احتمال زیاد، فتحعلی شاه این تابلو را در سال ۱۲۱۴ه‍.ق به رسم هدیه برای امیران هند فرستاده است.
مهرعلی دو اثر زیبا از پیکرنگاری‌های فتحعلی شاه را در کاخ گلستان برای تالار تخت مرمر کار کرد و یکی را هم که فتحعلی شاه را در حال تاج‌گذاری نشان می‌دهد به رسم هدیه برای ناپلئون فرستادند که در کاخ ورسای نگهداری می‌شود.

## دوران شکوفایی
طراحی‌های مهرعلی در اوایل سدهٔ سیزدهم هجری پخته‌تر شد و او تصویر شاه را با تناسبات چشم‌گیری کار کرد. او در این تصاویر، فتحعلی‌شاه را در حال نشسته و ایستاده و درحالی که تعلیمی‌ای در دست دارد تصویر کرده‌است. در یکی از زیباترین پیکر نگاری‌های مهرعلی از فتحعلی شاه به تاریخ ۱۲۲۷-۱۲۲۸ ه‍.ق که در موزه نگارستان تهران نگهداری می‌شد، شاه با ردای جواهر نشان و تاج بر سر تصویر شده‌است. همچنین در این موزه چندین تابلو از زنان حرم‌سرا موجود است که از نظر سبک شبیه آثار مهرعلی است. از دیگر آثار منسوب به مهرعلی مجلس شکار فتحعلی‌شاه به همراه فرزندانش است که آن پرتره را در جایگاه ویژهٔ ریاست جمهوری هند٬ راش‌تراپاتی بهاون در دهلی نو آویخته‌اند و چند نقاشی پشت شیشه در موزۀ مردم‌شناسی تهران وجود دارد که به مهرعلی منسوب است.
پرتره‌های مهرعلی شاه ترکیبی از تکنیک‌های روز اروپا به همراه سنت‌های ایرانی بودند. برای مثال در تصویر بالا مانند نقاشی‌های اروپایی، شاه به صورت کاملا ایستاده به تصویر کشیده شده است اما در عین حال در این پرتره سمبل‌های فراوانی وجود دارد که در هنر اسلامی این کار رواج داشته است. شاه عصایی در دست دارد که بالای آن یک هدهد قرار گرفته است. همانطور که اطلاع دارید هدهد نماد حضرت سلیمان می‌باشد و در قرآن نیز به آن اشاره شده است. همچنین این پرنده در هنر صوفی نیز نماد خدا می‌باشد. بالای تاج پادشاه سه عدد پر لک‌لک سیاه قرار گرفته است که نشان‌دهنده لیاقت او برای پادشاهی می‌باشد و با لباس ابریشمی نیز روی همین موضوع تاکید شده است.
سر ویلیام اوزلی، که در ژوئیهٔ سال ۱۸۱۱ از اصفهان دیدن کرده بود، در کاخ فتح‌آباد اصفهان یک سلسله چهره‌نگاری از شاهان باستانی ایران به قلم مهرعلی مشاهده کرد که از تاریخ ۱۲۴۴ ه‍.ق برای سرمشق و تعلیم شاگردش ابوالحسن غفاری کشیده‌ شده بود.